# Turnerská tělocvična v Olomouci
Turnerská tělocvična (též turnhala, původně německy Turnhalle) byl název užívaný pro budovu bývalého olomouckého německého turnerského spolku Deutscher Turnverein. Budova stojí v dnešní Hynaisově ulici a patří Fakultě tělesné kultury Univerzity Palackého v Olomouci. Postavena byla v letech 1898–1899 v neorokokovém stylu a svou současnou podobu dostala během rekonstrukce roku 1937, kdy byla zvenčí zbavena všech dekorativních prvků. Vedle budovy se nachází dva tenisové kurty.

## Historie

### Stavba
O stavbě tělocvičny začal olomoucký spolek Deutscher Turnverein uvažovat hned po svém založení roku 1862. Na jeho prvním zasedání 9. listopadu bylo navrženo, aby tělocvična byla postavena na Blažejském náměstí u někdejší Blažejské brány, kde město umožnilo spolku získat k tělovýchovným účelům dnes už neexistující pevnostní věž. K přípravám stavby se však přikročilo až v osmdesátých letech 19. století. Roku 1882 byl založen fond, který měl stavbu financovat. O dva roky později bylo sice na jeho kontě pouze 200 zlatých, ovšem peníze nadále poměrně rychle přibývaly, a to především díky příspěvkům obce, výnosům z přehlídek či z prodeje podílových listů (vypsaných roku 1889). Finanční situace se výrazně zlepšila po sloučení s olomouckým bruslařským spolkem, takže nakonec bylo ve fondu asi 30 tisíc zlatých. Stavbu také výhodným úvěrem podpořila Městská spořitelna.
Pro stavbu byl nakonec vybrán a roku 1898 též od armády získán pozemek na severozápadním okraji města na místě tehdy zvaném Lesík nebo německy Waldl. Šlo o neodvodněné močálovité území v širším předpolí bývalého bastionu číslo 11. Ke konci 19. století totiž byla zrušena olomoucká pevnost a v návaznosti na to byly postupně bourány hradby a mnohé s nimi související pevnostní stavby.
Plány stavby sportovního stánku vypracoval a 6. července 1898 podepsal téměř neznámý německý architekt Max Löwe z Hannoveru. Vlastní stavba, která byla svěřena místnímu staviteli a dlouholetému členu spolku Victoru Maderovi, byla zahájena položením základního kamene 9. září téhož roku. Stavělo se na místě zrušeného a zasypaného hradebního příkopu. Delší osa budovy byla orientována od jihovýchodu k severozápadu, aby sledovala navrženou (ovšem nakonec nerealizovanou) ulici, jež měla vést od města směrem k fortu Šibeník.
Turnerská tělocvična byla dokončena již 30. srpna 1899 a alespoň zčásti užívána hned od 1. září toho roku, ovšem k oficiálnímu slavnostnímu otevření a zasazení tak zvaného posledního kamene došlo až 17. listopadu 1900. Slavnost doprovázely četné projevy národní hrdosti německých občanů města.

### Vzhled a účel původní budovy

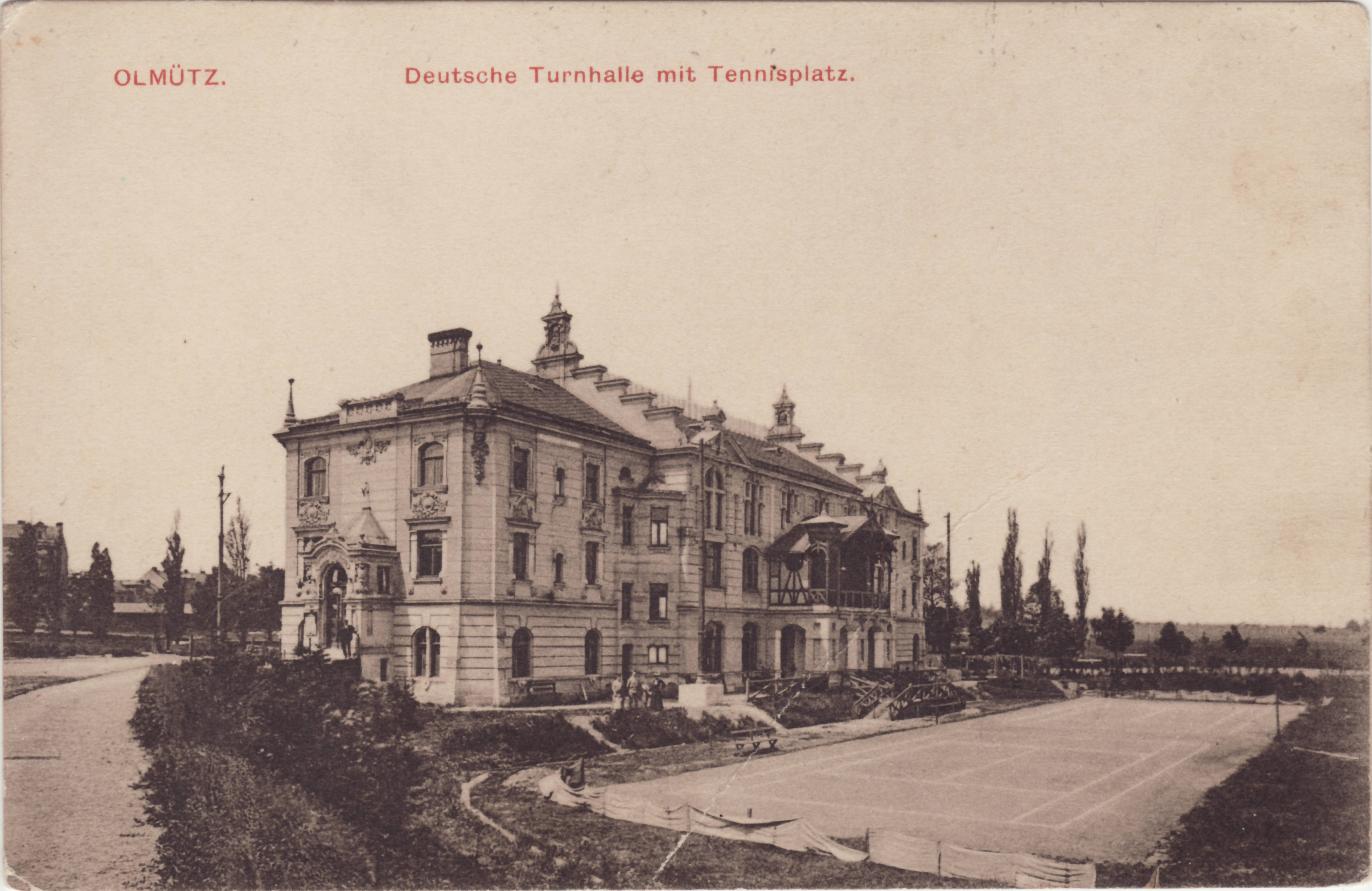
Původní podoba budovy s dřevěným pavilonem; pohlednice z roku 1915

Nový sportovní stánek tvořila neorokoková dvoupatrová symetrická palácová stavba s rizalitem na průčelí, k níž ještě na severovýchodní straně přiléhal dřevěný hudební pavilonek. Fasáda byla kolem budovy vyzdobena pásovou bosáží. Různě velká okna byla buď jednoduchá nebo předělená pilířky s rovným, segmentovým nebo polokruhovým horním zakončením. Budova měla také bohatou a štukatérsky náročnou sochařskou výzdobu, tvořenou především kartušemi mezi okny v postranních křídlech, dále maskarony (snad již předznamenávajícími secesi), erbovními štítky a girlandami. Střecha byla zvýrazněna zejména dvěma stupňovitými štíty, které vymezovaly část budovy s tělocvičnou a na jejichž vrcholech byly umístěny dvě nástavby s velkými hlavami ve výklencích, představujícími pravděpodobně zakladatele turnerského hnutí Friedricha Jahna a Ernsta Eiselena. Dalšími dekorativními střešními prvky byly balustrády či podstavce s kuželkami.
Nejrozlehlejší prostorou uvnitř byl velký tělocvičný sál, dále se zde nacházel sál bruslařského klubu a řada vedlejších místností jako bufet, kuchyně, dvě místnosti pro pány a pro dámy, bruslařská místnost, šatna, byt správce a spolkového služebníka, centrální topení a koupelna. Tělocvičný sál měl rozlohu 416 m². Většina jeho plochy byla pokryta dubovou podlahou, pouze u vchodu byla malá čtvercová plocha o velikosti 25 m², která měla sloužit jako doskočiště a jako místo lidových cvičení – ta byla pokryta 20 cm silnou vrstvou směsi pilin, naplaveného písku a soli a pouze v případě nutnosti se rovněž dočasně pokrývala podlahou. Rozlehlá galerie, jejíž příčná část byla širší než obě podélné, měla údajně kapacitu 600 lidí. V jejím středu bylo místo pro řečníka. Prostor osvětlovaly tři obloukové elektrické lampy, zbytek budovy měl osvětlení plynové.
K tělocvičně přiléhalo také venkovní cvičiště a kluziště. Vedle budovy se rozkládala turnerská zahrada o ploše 1700 m², která byla osvětlena elektrickým světlem.
Olomoucká turnhala nesloužila jen sportu. Již krátce po otevření byla budova roku 1902 provizorně upravena, aby mohla hostit velkou hospodářskou výstavu. Další hospodářská výstava se zde konala roku 1907. Kromě toho byla využívána i pro různé kulturní a zábavní akce. Podle dobových svědectví měl tělocvičný sál, který sloužil též ke konání koncertů, vynikající akustiku.

### Přestavby a změny majitele
Budova tělocvičny prošla během své historie řadou změn. Roku 1906 byl navýšen okolní terén a zasypána močálovitá prohlubeň, která ještě stále přetrvávala před jejím průčelím. Později byla dvakrát přestavována, a to v letech 1925 a 1937. První z těchto rekonstrukcí se týkala především dřevěného hudebního pavilonku, který byl velmi zasažen hnilobou. Stavbou nového, tentokrát zděného pavilonu byl pověřen stavitel Heinrich Czeschner starší. Opravdu zásadně se však do vzhledu turnhaly zapsala až druhá zmíněná rekonstrukce, během níž byl její exteriér zbaven dekorativních prvků včetně veškeré sochařské výzdoby a střešních nástaveb, a dostal tak svou současnou strohou podobu. Výzdoba tělocvičny v interiéru zasažena nebyla. Během prací probíhajících od dubna do října uvedeného roku byla také nalezena listina, která popisovala historii německého tělocvičného spolku od jeho založení roku 1862 až do slavnostního otevření tělocvičny roku 1900. Součástí nálezu bylo též vyobrazení někdejších členů představenstva spolku. Listina byla následně vložena do skleněné roury a zazděna za pamětní desku.
Turnerská tělocvična sloužila jako místo sportovního ale také společenského života olomouckých Němců v závěru období Rakousko-Uherska i za první republiky, a to až do roku 1945. Za druhé světové války však byl spolek přeměněn na National-socialistische Turngemeinde a v tělocvičně se často odehrávaly akce nacistické NSDAP včetně její mládežnické organizace Hitlerjugend. Po válce byla budova zaniknuvšího německého spolku u příležitosti Sjezdu mládeže 17. června 1945 dána do užívání skautské organizaci Junák. Mladí skauti zde však dlouho nepobyli, neboť hned v létě 1946 ji museli předat nově založené Univerzitě Palackého, která zde zřídila Ústav pro vzdělávání profesorů tělesné výchovy. V té době již budova nebyla v dobrém stavu a univerzita musela vyvinout velké úsilí na obnovu jejího zařízení. Zmíněný ústav byl později přeměněn na katedru tělesné výchovy a od roku 1991 budovu užívá tehdy založená Fakulta tělesné kultury.
Zatím poslední rekonstrukční práce byly na budově provedeny v průběhu devadesátých let 20. století. Nejprve byla rekonstruována v letech 1991–1992, přičemž provedené opravy stály 4,5 miliónu korun. Během moravských povodní v roce 1997 však byla zatopena a následná náprava vzniklých škod si vyžádala dalších 1,5 miliónu korun.